# Svetloyarsky (huyện)
Huyện Svetloyarsky (tiếng Nga: ? райо́н) là một huyện hành chính tự quản (raion), của Tỉnh Volgograd, Nga. Huyện có diện tích 3421 km², dân số thời điểm ngày 1 tháng 1 năm 2000 là 39400 người. Trung tâm của huyện đóng ở Svetly Yar.